# 拉姆根加河
拉姆根加河（羅馬化：Rāmgangā）是印度的河流，位於北阿坎德邦和北方邦，屬於恆河的左支流，河道全長560公里，流域面積30,641平方公里，平均流量每秒500立方米。
26°28′21″N 80°19′52″E / 26.4725°N 80.3311°E